# Актон-Майн-лайн (станція)
51°31′02″ пн. ш. 0°16′00″ зх. д. / 51.5171° пн. ш. 0.2668° зх. д.
Актон-Майн-Лайн (англ. Acton Main Line) — станція Great Western Main Line National Rail у Актоні, західний Лондон. Розташована у 3-й тарифній зоні, за 6,9 км від станції Паддінгтон. В 2017 році пасажирообіг станції становив 0.264  млн пасажирів
Актон-Майн-Лайн була відкрита у складі Great Western Railway (GWR) 1 лютого 1868 року під назвою Актон. 1 листопада 1949 року було перейменовано на Актон-Майн-Лайн. 
Нинішня будівля вокзалу була завершена на початку 1996 року. У травні 2018 р. завершено перебудову станції під франшизу Crossrail.

## Пересадки
Пересадки на автобуси маршрутів: 260 та 266.

## Послуги
| Попередня станція | Лінія | Лінія                    | Лінія | Наступна станція |
| ----------------- | ----- | ------------------------ | ----- | ---------------- |
| Ілінг-Бродвей     |       | Crossrail Elizabeth line |       | Паддінгтон       |